# Aderus modestus
Aderus modestus es una especie de coleóptero de la familia Aderidae. Fue descrita científicamente por Maurice Pic en 1922.

## Distribución geográfica
Habita en Camerún.